# Жеферсон Серкейра Телес
Жеферсон Серкейра Телес (порт. Geferson, нар. 13 травня 1994, Лауро-де-Фреїтас) — бразильський футболіст, захисник болгарського клубу ЦСКА (Софія).
Виступав, зокрема, за клуб «Інтернасьйонал», а також юнацьку збірну Бразилії.
Переможець Ліги Баїяно.

## Клубна кар'єра
Народився 13 травня 1994 року в місті Лауро-де-Фреїтас. Вихованець юнацьких команд футбольних клубів «Віторія» (Салвадор) та «Інтернасьйонал».
У дорослому футболі дебютував 2014 року виступами за команду «Інтернасьйонал», в якій провів два сезони, взявши участь у 27 матчах чемпіонату. 
Протягом 2017 року захищав кольори клубу «Віторія» (Салвадор).
До складу клубу ЦСКА (Софія) приєднався 2018 року. Станом на 25 серпня 2021 року відіграв за армійців з Софії 48 матчів у національному чемпіонаті.

## Виступи за збірну
У 2011 році дебютував у складі юнацької збірної Бразилії (U-17).

## Статистика виступів

### Статистика клубних виступів
| Сезон                      | Команда                    | Чемпіонат                  | Чемпіонат | Чемпіонат | Національний кубок | Національний кубок | Національний кубок | Континентальні кубки | Континентальні кубки | Континентальні кубки | Інші змагання | Інші змагання | Інші змагання | Усього | Усього |
| Сезон                      | Команда                    | Ліга                       | Ігор      | Голів     | Ліга               | Ігор               | Голів              | Ліга                 | Ігор                 | Голів                | Ліга          | Ігор          | Голів         | Ігор   | Голів  |
| -------------------------- | -------------------------- | -------------------------- | --------- | --------- | ------------------ | ------------------ | ------------------ | -------------------- | -------------------- | -------------------- | ------------- | ------------- | ------------- | ------ | ------ |
| 2014                       | «Інтернасьйонал»           | ЛГ+ЧБ                      | 0         | 0         | КБ                 | 0                  | 0                  | СА                   | 0                    | 0                    | -             | -             | -             | 0      | 0      |
| 2015                       | «Інтернасьйонал»           | ЛГ+ЧБ                      | 11+12     | 0         | КБ                 | 2                  | 0                  | ЛЧ                   | 5                    | 0                    | -             | -             | -             | 30     | 0      |
| 2016                       | «Інтернасьйонал»           | ЛГ+ЧБ                      | 1+15      | 0         | КБ                 | 3                  | 0                  | -                    | -                    | -                    | -             | -             | -             | 19     | 0      |
| Усього за «Інтернасьйонал» | Усього за «Інтернасьйонал» | Усього за «Інтернасьйонал» | 12+27     | 0         |                    | 5                  | 0                  |                      | 5                    | 0                    |               | -             | -             | 49     | 0      |
| 2017                       | «Віторія» (Салвадор)       | КН+PD/BA+ЧБ                | 8+8+19    | 0+1+0     | КБ                 | 4                  | 0                  | -                    | -                    | -                    | -             | -             | -             | 39     | 1      |
| січ.-черв. 2018            | ЦСКА (Софія)               | ПФГ-А                      | 5+8       | 0         | КБ                 | 1                  | 0                  | -                    | -                    | -                    | -             | -             | -             | 14     | 0      |
| 2018–19                    | ЦСКА (Софія)               | ПФГ-А                      | 3         | 0         | КБ                 | 0                  | 0                  | ЛЄ                   | 4                    | 0                    | -             | -             | -             | 7      | 0      |
| Усього за ЦСКА (Софія)     | Усього за ЦСКА (Софія)     | Усього за ЦСКА (Софія)     | 8+8       | 0         |                    | 1                  | 0                  |                      | 4                    | 0                    |               | -             | -             | 21     | 0      |
| Усього за кар'єру          | Усього за кар'єру          | Усього за кар'єру          | 90        | 1         |                    | 10                 | 0                  |                      | 9                    | 0                    |               | -             | -             | 109    | 1      |

## Титули і досягнення
- Переможець Ліги Баїяно (1):

«Віторія» (Салвадор): 2017